# Maris Nunatak
Maris Nunatak är en nunatak i Antarktis. Den ligger i Östantarktis. Australien gör anspråk på området. Toppen på Maris Nunatak är 168 meter över havet.
Terrängen runt Maris Nunatak är huvudsakligen lite kuperad. Trakten är obefolkad. Det finns inga samhällen i närheten.